# Накамото, Судзука
Судзука Накамото (яп. 中元 すず香, род. 20 декабря 1997, Хиросима) — японская певица, актриса. В настоящее время она является центральной вокалисткой каваии-метал группы Babymetal, в которой выступает под псевдонимом SU-METAL. Находится под контрактом с агентством по поиску талантов Amuse и на протяжении своей карьеры была участницей ещё двух музыкальных групп, которые это агентство создавало — Karen Girl’s и Sakura Gakuin.

## Биография
Судзука начала работать моделью в возрасте 3 лет и выиграла Гран-при в возрасте 4 лет как имидж-девушка для бренда детской косметики «Bandai Jeweldrop».
В марте 2006 года, когда ей было 8 лет, во втором классе, она выиграла Гран-при на 4-м прослушивании на стипендию и поступила в Актёрскую школу Хиросимы (ASH). Накамото жила в Хиросиме до переезда в Токио в конце марта 2012 года и параллельно продолжала работать в ASH.
Она подписала контракт с агентством по поиску талантов «Amuse» после того, как заняла второе место в проведённом агентством детском прослушивании под названием «2nd Star Kids Audition» в 2007 году.
В 2008 году агентство «Amuse» создало девичье трио «Karen Girl’s», и Судзуку отобрали в её состав. «Karen Girl’s» была заявлена в качестве «младшей группы-сестры» трио «Perfume» и записала несколько песен для аниме «Zettai Karen Children». После того, как показ аниме закончился, 31 марта 2009 года группа была расформирована.
В 2010 года Судзука стала одной из участниц начального состава идол-группы «Sakura Gakuin» созданной её агентством. В группе также было организовано несколько так называемых «клубов», или тематических подгрупп, которые записывали свои собственные песни. Судзука вместе с Юи Мидзуно и Моа Кикути стала участницей «Клуба тяжёлой музыки», музыкальная группа которого была названа «Babymetal». В составе «Babymetal» Судзука выступает под псевдонимом SU-METAL (Су-метал).
Весной 2013 года Судзука Накамото окончила среднюю школу (в Японии дети в 15 лет переходят в старшую школу) и, соответственно, должна была «выпуститься» из группы «Sakura Gakuin» (которая была задумана как группа, состоящая из девочек-учениц начальной и средней школы, и поэтому каждый год для участниц, окончивших среднюю школу, проходит церемония торжественного выпуска из группы). Выпускной концерт Судзуки состоялся 31 марта в Токийском международном форуме. Группу «Babymetal» же компанией было решено сохранить, теперь уже вне коллектива «Sakura Gakuin».

## Личная жизнь

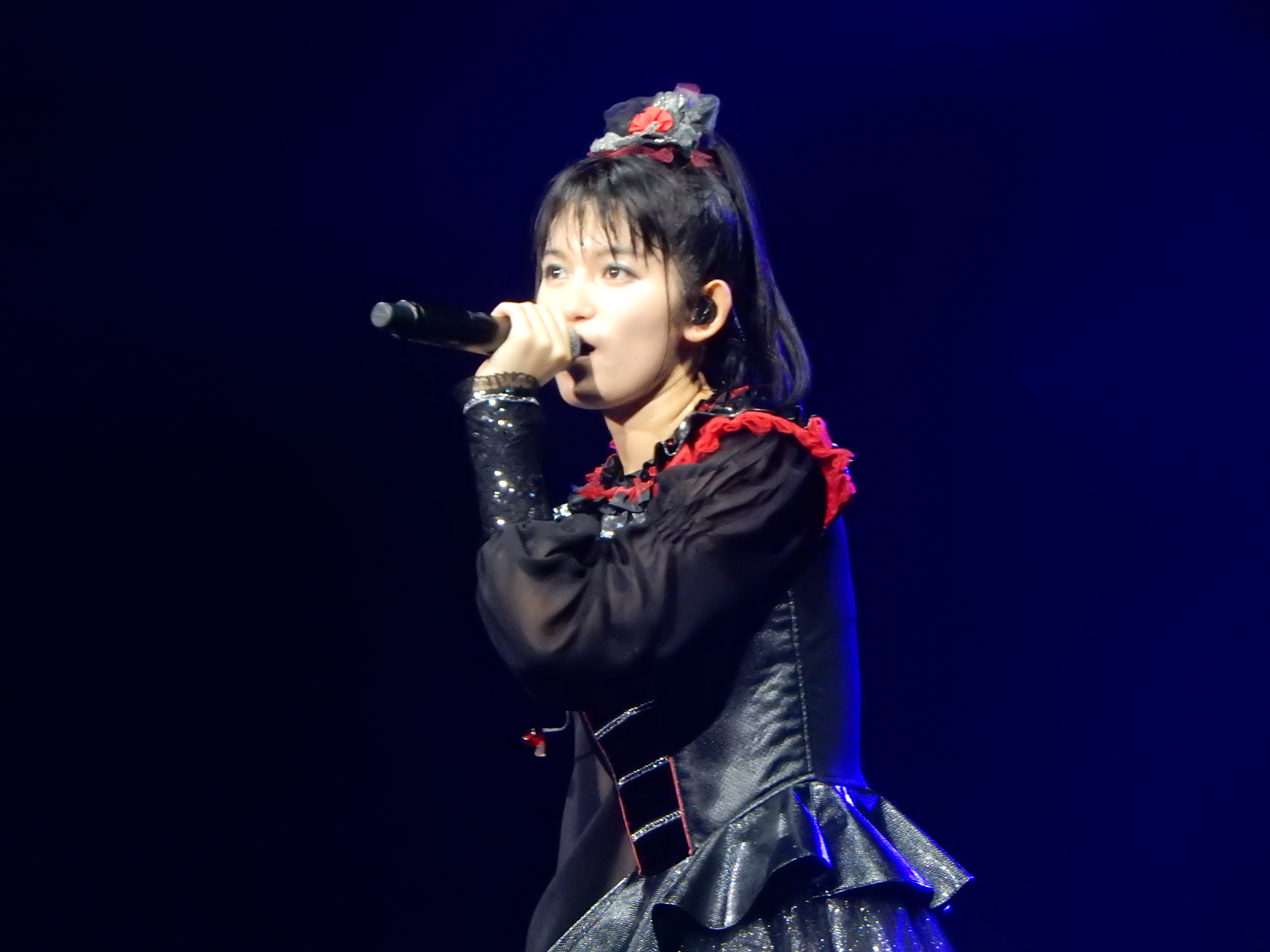
Судзука Накамото во время исполнения песни на арене O2 в Лондоне, декабрь 2016

По состоянию на конец 2013 года рост Судзуки составлял 156 сантиметров, а вес — 37 килограмм.
У Судзуки есть старшая сестра Химэка Накамото, которая является участницей идол-группы Nogizaka46. Они обе учились в актёрской школе «Actor’s School Hiroshima» (ASH) и даже выступали вместе на сцене как музыкальный дуэт Tween. Когда Судзука училась в пятом классе, она пообещала своему учителю хореографии Микико, что не будет плакать на сцене, потому что «сцена — это место, где ты показываешь зрителям своё лучшее выступление!». Со времён ASH её способности к вокалу были высоко оценены, и её голос становился всё сильнее с момента дебюта в Babymetal. Она говорила: «Если отнять у меня пение, то ничего не останется. Это именно то, что я могу. Когда я была ребёнком, меня заставляли заниматься разными увлечениями, но ни на одном из них я не задерживалась надолго. Моя цель — стать человеком, который может петь песни, вдохновляющие людей и исцеляющие их сердца».
Её отец в молодости был членом рок-группы под названием Hooligans, был скаутом и стал профессиональным музыкантом в Токио. В течение 10 лет он также снимался в кино, но по семейным обстоятельствам вернулся в Хиросиму и начал работать в области архитектуры.

## Музыкальные коллективы
- Karen Girl’s (2008 — 31 марта 2009)
- Sakura Gakuin (апрель 2010 — 31 марта 2013)
- Babymetal (2010 — настоящее время)

## Дискография

### Karen Girl’s
- Fly to the Future (2009)

### Sakura Gakuin
- Sakura Gakuin 2010 Nendo: Message (2011)
- Sakura Gakuin 2011 Nendo: Friends (2012)
- Sakura Gakuin 2012 Nendo: My Generation (2013)

### Babymetal
- Babymetal (2014)
- Metal Resistance (2016)
- Metal Galaxy (2019)
- The Other One (2023)

## Фильмография
- 2009: Zettai Karen Children (эпизод 40) — играет себя (в составе группы Karen Girl’s) (камео)
- 2012: «Oshii! Hiroshima»[22]
- 2024: Heavier Trip[англ.][23] — играет себя (в составе группы Babymetal) (камео)

## Награды и номинации
| Год  | Номинирована как | Категория                                                    | Результат  |
| ---- | ---------------- | ------------------------------------------------------------ | ---------- |
| 2007 | Судзука Накамото | 2nd Star Kids Audition of Amuse                              | 2-е место  |
| 2016 | SU-METAL         | Kerrang! — 50 величайших рок-звёзд мира                      | 13-е место |
| 2017 | SU-METAL         | 6-я ежегодная премия Loudwire Music Awards — Рок-богиня года | Победа     |